# Официальный бюллетень Французской Республики
Официальный бюллетень Французской Республики (фр. Journal officiel de la République française, «Журналь офисьель де ля Репюблик франсез»), также известный как JORF или JO, — правительственный бюллетень Французской Республики, в котором публикуется основная правовая официальная информация правительства Франции, парламента Франции и Конституционного совета Франции.

## Издания
Бюллетень состоит из нескольких изданий:
- Наиболее известное — «Законы и декреты» (фр. Journal officiel lois et décrets). В нём публикуются все законы и декреты, а также некоторые другие административные решения. Законы и декреты должны быть опубликованы в фр. «Journal officiel» прежде чем обретут обязательную силу для французской общественности[6][7]
- Парламентские дебаты (Сенат, Национальное собрание, Экономический, социальный и экологический совет)
- В «Официальном бюллетене ассоциаций» (фр. «Journal officiel Associations») публикуются уведомления о создании, ликвидации или внесении существенных изменений в деятельность некоммерческих объединений (в соответствии с законом Франции «Об ассоциациях» 1901 года)[8]

## Служба
Дирекция официальных бюллетеней (фр. Direction des journaux officiels) — служба премьер-министра Франции. Она издаёт «Журналь офисьель», а также другие официальные бюллетени, публикующие информацию определённых министерств и ведомств. Дирекция находится по адресу: rue Desaix, 26 (XV округ Парижа).

## Архивы

### Законы и декреты
| Период                                                                   | Правительство                                                          | Архивы |
| ------------------------------------------------------------------------ | ---------------------------------------------------------------------- | ------ |
| О законах с 1789 г. по 1869 г. см. Bulletin des lois (Бюллетень законов) |                                                                        |        |
| 1869 — 1870                                                              | Вторая Империя (Уникальное издание)                                    |        |
| 1870 — 1880                                                              | Третья республика (Уникальное издание)                                 |        |
| 1881 — 1949                                                              | Третья республика, Виши, Временное правительство, Четвёртая республика |        |
| 1950 — настоящее время                                                   | Пятая республика                                                       |        |

### Парламентские дебаты
| Период                                                    | Правительство                                  | Палата                                         | Архивы                                         |
| --------------------------------------------------------- | ---------------------------------------------- | ---------------------------------------------- | ---------------------------------------------- |
| О дебатах с 1789 г. по 1869 г. см. Le Moniteur Universel. |                                                |                                                |                                                |
| 1869 — 1880                                               | Включались в конец издания «Законы и декреты». | Включались в конец издания «Законы и декреты». | Включались в конец издания «Законы и декреты». |
| 1881—1940                                                 | Третья Республика                              | Палата депутатов                               |                                                |
| 1881—1940                                                 | Третья Республика                              | Сенат                                          |                                                |
| 1940 — 1944                                               | Приостановка работы парламента                 | Приостановка работы парламента                 | Приостановка работы парламента                 |
| 1944 — 1945                                               | Временное правительство                        | Временное собрание                             |                                                |
| 1946—1958                                                 | Четвёртая Республика                           | Национальное собрание                          |                                                |
| 1946—1958                                                 | Четвёртая Республика                           | Совет Республики                               |                                                |
| 1959 — настоящее время                                    | Пятая республика                               | Национальное собрание                          |                                                |
| 1959 — настоящее время                                    | Пятая республика                               | Сенат                                          |                                                |

### Другие издания
| Период      | Власть                                          | Архивы |
| ----------- | ----------------------------------------------- | ------ |
| 1871        | Парижская Коммуна                               |        |
| 1940 — 1944 | Свободная Франция                               |        |
| 1947 — 1993 | Экономический, социальный и экологический совет |        |